# Jano de Chipre
Jano de Chipre (Génova, c.1375 — Nicosia, 29 de junio de 1432), fue un rey de Chipre, Jerusalén y Armenia, y príncipe titular de Antioquía y conde titular de Trípoli.

## Primeros años de vida
Hijo de Jacobo I de Chipre y de Helvis de Brunswick-Grubenhagen.
Nació en Génova, cuando su padre (aun príncipe) fue capturado, su madre le dio el nombre de Jano, el nombre del semidiós que fundó Génova, de acuerdo a la mitología.
Fue coronado el 11 de septiembre de 1398 en Nicosia en la Catedral de Santa Sofía.
Gobernó Chipre desde 1398 hasta 1432. Se hizo cargo del trono tras la muerte de su padre.
Tras la batalla de Chirokitia en el 7 de julio de 1426 contra los mamelucos, Jano fue capturado por las fuerzas egipcias de Al-Ashraf Sayf-ad-Din Barsbay, sultán de la dinastía buryí. Después de diez meses de cautiverio en El Cairo, fue rescatado. Durante ese período, su hermano Hugo de Lusignan, arzobispo de Nicosia, se hizo cargo de los destinos de Chipre.
Jano pide al historiador y arqueólogo de origen florentino Cristoforo Buondelmonti, un libro de Vida de hombres ilustres.

## Matrimonios
- Anglesia Visconti (c.1377 — 12 de octubre de 1439), contrajeron matrimonio en 1401. Ella era hija de Bernabé Visconti, señor de Milán. El matrimonio fue anulado en 1408 y no tuvieron descendencia;

- Carlota de Borbón-La Marche (c.1388 — 15 de enero de 1422), contrajeron matrimonio el 25 de agosto de 1411. Ella era hija de Juan I de La Marche y de Catalina de Vendôme. De esta unión nacieron seis hijos.

## Descendencia
- Juan de Lusignan (16 de mayo de 1414 — 28 de julio de 1458), príncipe titular de Antioquía, después rey de Chipre y rey titular de Armenia y Jerusalén. Tuvo dos esposas (Amadea Paleóloga de Montferrato y Helena Paleóloga), la primera falleció joven y no tuvieron hijos, mientras que la segunda dio a luz dos hijas, de la cual solo una sobrevivió a edad adulta y llegó a convertirse en reina del trono, Carlota de Chipre. También tuvo un hijo ilegítimo con su amante, Marietta de Patras. Más tarde este niño sería coronado como Jacobo II de Chipre.
- Niño nacido muerto (1415 — 1415);
- Gemelo sin nombre (1415 — 1416), muerto poco después de su nacimiento;
- Jacobo de Lusignan (1416 — 1416), muerto pocos meses luego de nacer;
- Ana de Lusignan (24 de septiembre de 1418 — 11 de noviembre de 1462), casada con el duque Luis de Saboya, hijo de Amadeo VIII de Saboya y María de Borgoña. Tuvo descendencia;
- María de Lusignan (1420 — 29 de abril de 1437), prometida de Felipe de Borbón, señor de Beaujeu, pero murió antes de que el matrimonio se llevara a cabo.
- Se sabe también que tuvo hijos ilegítimos con otra mujer.